# Железничка станица Бешка
Железничка станица Бешка је једна од железничких станица на прузи Београд—Суботица, отворена 19. марта 2022. године. Налази се у атару Чортановаца у општини Инђија. Пруга се наставља у једном смеру ка Сремским Карловцима и у другом према Инђији. Железничка станица се састоји из четири колосека.
Пре реконструкције пруге, железничка станица са истим именом се налазила око километар југоисточно од садашње локације, у селу Бешка, у улици Бранка Радичевића 3.